# Biatlon na Zimních olympijských hrách 2014 – štafeta muži
Štafeta mužů na Zimních olympijských hrách 2014 se konala v sobotu 22. února v lyžařském středisku v Centru biatlonu a běžeckého lyžování Laura nedaleko Krasné Poljany. Zahájení závodu proběhlo v 18.30 místního času UTC+4 (15.30 hodin SEČ).
Obhájcem prvenství byla štafeta Norska, která závod dokončila na čtvrtém místě.
První zlato z biatlonských disciplín na této olympiádě získalo domácí Rusko. Stříbro brala štafeta Německa, pro kterou to byla druhá stříbrná medaile z olympiády. Třetí místo získali Rakušené, pro které to tak byla celkově druhá olympijská medaile z téhle disciplíny.

## Výsledky
| Pořadí                    | Č. | Stát                                                                                    | Čas       | Střelba  | Ztráta  |
| ------------------------- | -- | --------------------------------------------------------------------------------------- | --------- | -------- | ------- |
| 01.                       | 4  | Rusko · Alexej Volkov · Jevgenij Usťugov · Dmitrij Malyško · Anton Šipulin              | 1:12:15,9 | 0+8      | —       |
| 02.                       | 1  | Německo · Erik Lesser · Daniel Böhm · Arnd Peiffer · Simon Schempp                      | 1:12:19,4 | 0+2      | +3,5    |
| 03.                       | 3  | Rakousko · Christoph Sumann · Daniel Mesotitsch · Simon Eder · Dominik Landertinger     | 1:12:45,7 | 0+7      | +29,8   |
| 4.                        | 5  | Norsko · Tarjei Bø · Johannes Thingnes Bø · Ole Einar Bjørndalen · Emil Hegle Svendsen  | 1:13:10,3 | 1+5      | +54,4   |
| 5.                        | 16 | Itálie · Christian De Lorenzi · Dominik Windisch · Markus Windisch · Lukas Hofer        | 1:13:15,5 | 0+11     | +59,6   |
| 6.                        | 9  | Slovinsko · Peter Dokl · Jakov Fak · Klemen Bauer · Janez Marič                         | 1:13:43,1 | 0+5      | +1:27,2 |
| 7.                        | 12 | Kanada · Jean-Philippe Leguellec · Scott Perras · Brendan Green · Nathan Smith          | 1:13:46,2 | 1+10     | +1:30,3 |
| 8.                        | 6  | Francie · Alexis Bœuf · Jean-Guillaume Béatrix · Simon Desthieux · Martin Fourcade      | 1:13:46,4 | 0+7      | +1:30,5 |
| 9.                        | 10 | Ukrajina · Dmytro Pidrušnyj · Andrij Deryzemlja · Artem Pryma · Serhij Semjonov         | 1:14:21,1 | 0+7      | +2:05,2 |
| 10.                       | 2  | Švédsko · Tobias Arwidson · Björn Ferry · Fredrik Lindström · Carl Johan Bergman        | 1:14:32,0 | 0+5      | +2:16,1 |
| 11.                       | 7  | Česko · Michal Krčmář · Jaroslav Soukup · Tomáš Krupčík · Ondřej Moravec                | 1:15:11,9 | 0+5      | +2:56,0 |
| 12.                       | 11 | Slovensko · Pavol Hurajt · Tomáš Hasilla · Miroslav Matiaško · Matej Kazár              | 1:15:23,8 | 1+9      | +3:07,9 |
| 13.                       | 17 | Bělorusko · Sergej Novikov · Vladimir Čepelin · Juryj Ljadov · Jevgenij Abramenko       | 1:16:02,3 | 0+5 0+4  | +3:46,4 |
| 14.                       | 8  | Švýcarsko · Claudio Böckli · Ivan Joller · Serafin Wiestner · Benjamin Weger            | 1:16:15,8 | 0+10 0+7 | +3:59,9 |
| 15.                       | 13 | Bulharsko · Michail Kletcherov · Ivan Zlatev · Vladimir Iljev · Krasimir Anev           | 1:17:38,4 | 2+8 2+5  | +5:22,5 |
| 16.                       | 18 | Spojené státy americké · Lowell Bailey · Russell Currier · Sean Doherty · Leif Nordgren | 1:17:39,1 | 3+12     | +5:23,2 |
| 17.                       | 14 | Estonsko · Daniil Steptšenko · Kalev Ermits · Kauri Kõiv · Roland Lessing               | LAP       | 3+12     | +9:99,9 |
| 18.                       | 15 | Kazachstán · Anton Pantov · Sergej Naumik · Alexandr Trifonov · Dias Kenešev            | LAP       | 0+10     | +9:99,9 |
| 19.                       | 19 | Polsko · Krzysztof Pływaczyk · Łukasz Szczurek · Łukasz Słonina · Rafał Lepel           | LAP       | 2+12     | +9:99,9 |
| Č. – startovní číslo týmu |    |                                                                                         |           |          |         |